# Csíkkarcfalvi római katolikus vártemplom
Felcsík legjelentősebb erődtemploma, a csíkkarcfalvi római katolikus vártemplom egyike a legszebb és legjobban karbantartott székelyföldi műemlékeknek. Románia műemlékeinek jegyzékében a HR-II-m-A-12774 sorszámon szerepel.

## Története
| „                                     | Karcfalva felső végénél egy, a Madicsa nevü hegyböl kiszökellő gyüleg (conglomerat) szikladomb emelkedik fel, ezt keletről az Olt, délről a Székaszó pataka folyja körül, fennlapját Nagy-Boldogasszonyfalva gyönyörüen fekvő temploma koronázza, mely ódon várfalaival, fénylő magas tornyával e vidék fénypontját alkotja, különben épitészetileg is figyelmet érdemlő műemlék. | ” |
| – Orbán Balázs: A Székelyföld leírása | |   |

A Nagyboldogasszony tiszteletére szentelt gótikus templom a 15. században épült. Erre az időszakra utal az 1796-ban talált küszöbkő, amelyen az 1444-es évszám szerepel.
A templom oltár felőli keleti része, amely az átépítések során változatlan maradt, 14. század végi építési stílusokra utal. Az építkezés az 1350−1450 közötti időszakra tehető. Feltételezhető, hogy korábban a templom helyén egy román stílusú templom lehetett.
A fehér mészkőből faragott szentségház 1478-ban készült el.
A templom építésével párhuzamosan a kaputorony is felépült, amelyet a 15. század végén vagy a 16. század elején fejeztek be. A tornyot 1720-ban magasították.
1796-ban a templomot barokk stílusban átépítették, a gótikus szentélyt azonban megtartották. Vámszer Géza szerint akkor építették a toronyra a mai ötödik emeletet, a barokk harangházat.
1850-ben a templomot és a tornyot bádogsisakkal fedték be.
Orbán Balázs A Székelyföld leírásában sáncot és egy második védelmi gyűrűt említett, megjegyezte, hogy csak a nyugati részen létezett, mivel a sziklás keleti oldalon nem volt rá szükség.
A 20. század elején újabb sekrestyét építettek a régihez. Eltüntették a régiségre utaló műemlékrészeket, befalazták a régi szemöldökgyámos kőajtókeretet és átalakították a régi sekrestye egy részét.
1922-ben kis elővárat építettek a torony mellé. 
Az 1958-ban végzett restaurálás alkalmával a gótikus kőkeretet újra kibontották.

## Leírása
Az erődtemplom egy szikladombon 735 m magasságban látható, udvarára a lőréses pajzsfallal ellátott kaputorony alatt lehet bejutni. Nyolc méter magas várfal övezi, melynek belső oldalán sértetlenül áll a fából épült gyilokjáró vagy vívófolyosó. A várfalak védőfolyosójának kialakítása egyedülálló a Székelyföldön. A várfal lőrései kevés kivétellel összetettek, két-három fülkével ellátott, tág kilövési szögekkel. A kehely alakú, művészi kidolgozású késő gótikus keresztelőkút a 15. század második felében készült.
A mai templom kelet-nyugati tájolású, kettős térfűzésű hajó és szentély együtteséből áll. Északon sekrestye, délen pedig portikusz csatlakozik hozzá. A hajó vakablakos nyugati oromfalának peremét ívelt barokk szegély díszíti, a déli oldalán egy keskeny följáró vezet a karzatra. A szentély felé eső végében egy oldalkápolnává alakított portikusz áll. A nyolcszög öt oldalával záródó szentély csúcsíves ablakait félkörívessé alakították át.

## A templom belseje
A vártemplom legrégibb része a gótikus boltozattal ellátott szentély, amely 1444 körül épülhetett. A szentély bordái gyámokra vannak erősítve, a gyámok sokszögű lapra támaszkodó magas hengertagból állnak, alul orsós taggal zárulnak.
Az evangéliumi oldalon késő gótikus szentségtartó látható. A mellette levő gyámkő szakállas, bajusz nélküli, fonott körhajú középkorú férfifejet ábrázol. A hajót a szentélytől csúcsíves diadalív választja el. Nyugati végében tíz faoszlopra támaszkodó karzat található.
Az egykori barokk stílusú főoltár középső olajfestménye Szűz Mária mennybemenetelét ábrázolja, két oldalán pedig Szent István és Szent László képei láthatók. A hajóban még két mellékoltár található, szószéke késő barokk jellegű. Jelenlegi főoltára a 19. század második felében készült neogótikus stílusban. A szószék késői barokk stílusra utal.

## A templom külseje
A templomhoz vezető déli oldalon barokk stílusú Mária-szobor áll. A templom körül régi sírkövek láthatók.
A Vártemplomtól délkeletre, 13 méternyire középkori eredetű harangtorony áll, amely egyben kaputoronyként is szolgált.

## Várfal
A székely falvak templomainak megerősítését a török-tatár betörések tették szükségessé. Csíkkarcfalva lakosságát ezen események döbbentették rá arra, hogy életüket és megtermelt javaikat a fatemplom és favár nem védheti meg az ellenség ellen.
Az erődtemplomot körülvevő várfalak 15-16. századiak. A templomot Csík legmagasabb 4 öles várfala veszi körül, fedett gyilokfolyosóval és lőrésekkel. A kőből épült várfalak ovális alakban kerítik be a templomot. A védőfolyosó megoldása más székely templomvárak gyilokjáróihoz képest teljesen egyedi. A gyilokjáró tetőszerkezete, valamint udvar felőli tornácos mellvédje újabb keletű. A védőfolyosó udvari falára fémre festett stációképeket helyeztek el a 18. század végén.

## Búcsúja
A vártemplom búcsúját Nagyboldogasszony napján, augusztus 15-én tartják.

## Külső hivatkozások
- Élőerdély
- Archimedia